# Torre de Torre-xiva
La Torre de Torre-xiva, a la comarca de l'Alt Millars és una torre defensiva, catalogada com Bé d'Interès Cultural amb l'anotació ministerial RI-51-0011321, de 27 de gener de 2005. El codi autonòmic és: 12.08.118-001.

## Història
La torre és d'origen islàmic, com la resta de la població de Torrechiva, que se suposa fundada per Ceit Abuceit, entre 1236 i 1238. Pas més tard a la Casa d'Arenós i després a la Corona, que va haver de cedir-la a la família Chiva, que van donar finalment nom a la població i la seva torre defensiva, malgrat que amb posterioritat quedarien sota el domini de la Casa Ducal de Villahermosa. Com propietat privada va acabar transformant-se en un habitatge particular, el que va fer que quedés pràcticament camuflada la seua estructura tant internament com externament. Ja en ple segle XX es va procedir a la seva restauració.
Hi ha autors que consideren que la torre va poder ser part d'una alqueria fortificada àrab, però d'altres, en canvi, li atorguen des d'un principi una labor merament de vigilància de la zona en la qual se situava, per tractar-se d'un punt estratègic de paso.

## Descripció
La torre, d'estil islàmic medieval, està localitzada en l'actualitat en l'interior de la població, però en l'època en què es va construir, aquest lloc era el pas de l'estret de Toga, aigües amunt del mateix i en el marge dret del riu Millars, per la qual cosa situar la torre allà permetia tenir tot el pas vigilat.
Presenta planta circular (de 10 metres de diàmetre), tres merlets i fàbrica a força de còdols de diferents mides que s'uneixen amb argamassa. Estava totalment adherida a la façana de la casa contigua i era utilitzada com a habitatge habitual, però després de la restauració es va aconseguir deixar lliure i visible pràcticament gairebé tot el perímetre de la torre, reforçant el seu caràcter de torre defensiva.